# Orden del Santísimo Sacramento y de Nuestra Señora
La Orden del Santísimo Sacramento y de Nuestra Señora o también Orden de Adoratrices Perpetuas del Santísimo Sacramento y de Nuestra Señora bajo la Protección de San Mateo Apóstol y Evangelista (oficialmente en francés: Religieuses Adoratrices Perpétuelles du Saint-Sacrament et de Notre-Dame sous la Protection de Saint Matthieu apôtre et evangeliste), es una orden religiosa católica femenina monacal de derecho pontificio y de estricta clausura, fundada por el dominico francés Antonio del Santísimo Sacramento Le Quieu en Marsella, 1635.

## Historia
El sacerdote francés Antonio del Santísimo Sacramento Le Quieu, de la Orden de los Predicadores, había proyectado la fundación de un convento femenino para la adoración perpetua del Santísimo Sacramento en 1633, en Aviñón (Francia). Pero solo fue hasta 1635 cuando conoció al primer grupo de mujeres interesadas según el ideal del religioso. Al principio las miembros del instituto vivían como pías mujeres que frecuentaban la iglesia para la adoración del Santísimo, hasta que adquirieron una casa donde hacer vida comuninaria. Fue en 1659 cuando se constituyeron en un instituto religioso y el 20 de marzo de 1960, las primeras de ellas tomaron el hábito de la nueva congregación, impuesto por el obispo de Marsella, Étienne de Puget.
El papa Inocencio XII, mediante breve del 6 de noviembre de 1693, aprobó el instituto como orden monacal, por lo cual a las religiosas les fue impuesta la estricta clausura. Sin embargo, la aprobación papal les permitió hacer futuras fundaciones. Así, en 1726, se fundó el segundo monasterio del instituto en Bollène, en el distrito de Aviñón.
Con la Revolución Francesa, las monjas fueron dispersas, algunas de ellas padecieron el martirio por negarse a abandonar el estado de vida religiosa y otras huyeron y encontraron hospitalidad en Roma. Luego de la Revolución, las religiosas regresaron al monasterio de Bollène. Con una ondada de vocaciones a inicios del siglo XIX, la Orden del Santísimo Sacramento fundó nuevos monasterios en Aviñón, Carpentras, Saint-Rémy-de-Provence, Aix-en-Provence y Bernay. El de Marsella volvió a abrir sus puertas en 1817. Este reflorecimiento de la orden se vio truncado nuevamente, a causa de las leyes anticongregacionalistas de Francia de 1901 y 1904. Por las cuales se tuvieron que cerrar muchos de los monasterios fundados hasta esa fecha. Sin embargo de las religiosas que fueron exiliadas surgieron los monasterios de Bélgica, Inglaterra y más tarde, los de Estados Unidos.

## Organización
La Orden del Santísimo Sacramento y de Nuestra Señora es una orden religiosa de monasterios sui iuris, cada uno es autónomo y gobernado por su propia superiora, a la cual llaman madre. En sus monasterios se observa la estricta clausura o clausura papal, por lo cual está prohibido el ingreso de personas ajenas a la comunidad monacal. Las monjas se dedican a la adoración perpetua del Santísimo Sacramento y al rezo del oficio coral.
En 2015, la orden contaba con unas 15 monjas y solo tres monasterios, presentes en Francia y Estados Unidos.